# Yngve Ahlberg
Yngve Fredrik Herbert Ahlberg, född den 11 november 1903 i Stenbrohults församling, Kronobergs län, död den 5 juli 1983 i Lund, var en svensk präst.
Ahlberg blev efter studier vid Fjellstedtska skolan student vid Lunds universitet 1926. Han avlade teologisk-filosofisk examen samma år, teologie kandidatexamen 1929, teologie licentiatexamen 1945 och filosofie licentiatexamen 1957. Ahlberg promoverades till teologie doktor 1947 och till filosofie doktor 1967. Han prästvigdes för Växjö stift 1930. Ahlberg var komminister i Lekaryds och Härlövs församlingar av Aringsås pastorat 1931–1940,  kyrkoherde i Traryd 1940–1959 och kontraktsprost i Sunnerbo 1951–1959 samt domprost i Lund 1959–1971. Han blev docent i religionsfilosofi vid Lunds universitet 1957 och ledamot av Nordstjärneorden samma år. Ahlberg vilar på Norra kyrkogården i Lund.